# Karlo Kiseli
Karlo Kiseli (Zavidovići, 2. lipnja 1939.), hrvatski domovinski i iseljenički književnik: romanopisac i dramski pisac.

## Životopis
Rodio se je u Zavidovićima, u kojima je završio pučku i srednju školu. Još od učeničke dobi pisao je pjesme, kratke priče i igrokaze. Prve je radove objavio u Krivaji, mjesnom listu. U Zavidovićima mu je dok je još bio srednjoškolac izveden satirični igrokaz Papučari. Zbog političkih razloga pobjegao je u inozemstvo, u Austriju. Siječnja 1960. stigao je kao hrvatski politički emigrant u Australiju, u Sydney, koji mu je ostao stalno mjesto boravka. Književni profil promijenio mu se u romanopisca i dramatičara. Djeluje dvojezično te u djelima na engleskom unosi hrvatske teme, a u djela na hrvatskom bjelosvjetske teme. U Sydneyu je osnovao Hrvatsko dramsko-literarno društvo . Hrvatima u Australiji predstavio se je dramom Sedlareva kći, koje je izvelo njegovo Hrvatsko dramsko-literarno društvo. Publika ga je jako dobro primila. Istu ramu ponovo su nakon 1971. izveli 1981., a te 1981. izveli su mu i dramu Vraške sanjarije. Na engleskom su mu izvedene dvije drame, Mysterious Baroness i Say Goodbye to my Harold. U svojim je izvedenim dramama bio i redatelj.
Član je Australskog društva književnika (A.S.A.), sydneyskog centra P.E.N. kluba i Društva hrvatskih književnika.

## Djela
Objavio je djela:
- Bumerang ljubomore (roman), Zagreb 1971., (ubrzo povučen iz prodaje);2. izdanje objavio je u Hong Kongu 1979.
- Incompatible destinies (roman),  1981.
- U rukopisu mu je ostalo desetak gotovih drama, nekoliko romana i koju stotinu pjesama.

## Nagrade i priznanja
- Šimun Šito Ćorić uvrstio ga je u svoju antologiju 60 hrvatskih emigrantskih pisaca.[1]